# Удита Госвами
Удита Госвами (хинди उदिता गोस्वामी, англ. Udita Goswami; род. 9 февраля 1984) — индийская актриса, снимающаяся в фильмах на языке хинди.

## Биография
Удита родилась в Дехрадуне, штат Уттаракханд. Её отец родом из Гархвала, мать, урождённая непалка, — из Шиллонга, штат Мегхалая. Большую часть детства Удита провела в Катманду (Непал), а затем переехала в Дехрадун, где и получила образование.

## Карьера
Госвами начинала свою карьеру в качестве модели для таких брендов, как Pepsi, Titan Watches, а также как актрисы в фильме Askar вместе с Дино Мореа. Вместе с Упеном Пателем снялась в видеоклипе Ахмеда Кхана. В 2012 году сыграла главную роль в фильме «Дневник бабочки», о котором один рецензент написал, что фильм «кажется, основан на двух вещах: 1) Удита Госвами, 2) тело Удиты Госвами».

## Личная жизнь
После 9 лет отношений 29 января 2013 года вышла замуж за Мохита Сури. 2 января 2014 года родила дочь. 21 ноября 2018 года у них родился мальчик.

## Фильмография
| Год  |   | Русское название                  | Оригинальное название            | Роль                     |
| ---- | - | --------------------------------- | -------------------------------- | ------------------------ |
| 2003 | ф | Искупительный грех                | Paap                             | Кайя                     |
| 2005 | ф | Яд любви                          | Zeher                            | Анна                     |
| 2006 | ф | Погибший из-за любви              | Aksar                            | Шина Р. Сингх            |
| 2006 | ф | Отдаю тебе сердце                 | Dil Diya Hai                     | танцовщица, певица       |
| 2007 | ф | Измена, ставшая роковой           | Aggar: Passion Betrayal Terror   | Джханви А. Мерчант       |
| 2009 | ф | В кого бы влюбиться?              | Kisse Pyaar Karon?               | Шитал                    |
| 2009 | ф | Адвокат                           | Fox                              | София                    |
| 2010 | ф | Роковая тень                      | Rokkk                            | Анушка Валия             |
| 2010 | ф | Квартирантка                      | Apartment: Rent at Your Own Risk | новая соседка по комнате |
| 2012 | ф | Дневник бабочки                   | Diary of a Butterfly             | Гуль                     |
| 2012 | ф | Мой друг, фильм еще не закончился | Mere Dost Picture Abhi Baaki Hai | Мохини, актриса          |